# Station Justin
Station Justin is een spoorwegstation in de Poolse plaats Gostyniec. Voor 1945 lag deze plaats in Duitsland en heette Justin.
De spoorlijn van Wysoka Kamieńska (Wietstock (Pommern)) naar Trzebiatów (Treptow (Rega)) is in 1945 door het Rode Leger ontmanteld.